# 奇氏圓魨
奇氏圓魨為輻鰭魚綱魨形目四齒魨亞目四齒魨科的其中一種，為亞熱帶海水魚，分布於西南太平洋紐西蘭海域，棲息在底層水域，生活習性不明，具有毒性。